# Kerk van Westernijkerk
De Kerk van Westernijkerk is een kerkgebouw in Westernijkerk in de Nederlandse provincie Friesland.

## Geschiedenis
De eenbeukige kerk was oorspronkelijk gewijd aan Sint-Oswaldus. Het schip en het driezijdig gesloten koor werden gebouwd in de 13e eeuw en de zadeldaktoren in de 15e eeuw. In de toren hangen twee luidklokken (1385 en 1405). In de 16e eeuw werd de kerk voorzien van een houten tongewelf en rond 1800 zijn de rondboogvensters opnieuw ommetseld en zijn er steunberen aangebracht. In de kerk staat een overhuifde dubbele herenbank uit de 17e eeuw en een preekstoel in Lodewijk XIV-stijl. Het orgel uit 1880 is gebouwd door Bakker & Timmenga. Op 27 juli 2019 werd in de kerk een replica van het rouwbord uit 1685 van Titia van Burmania onthuld, waarvan het origineel zich in het Fries Museum bevindt.
De kerk is een rijksmonument en is sinds 2005 eigendom van Stichting Alde Fryske Tsjerken.

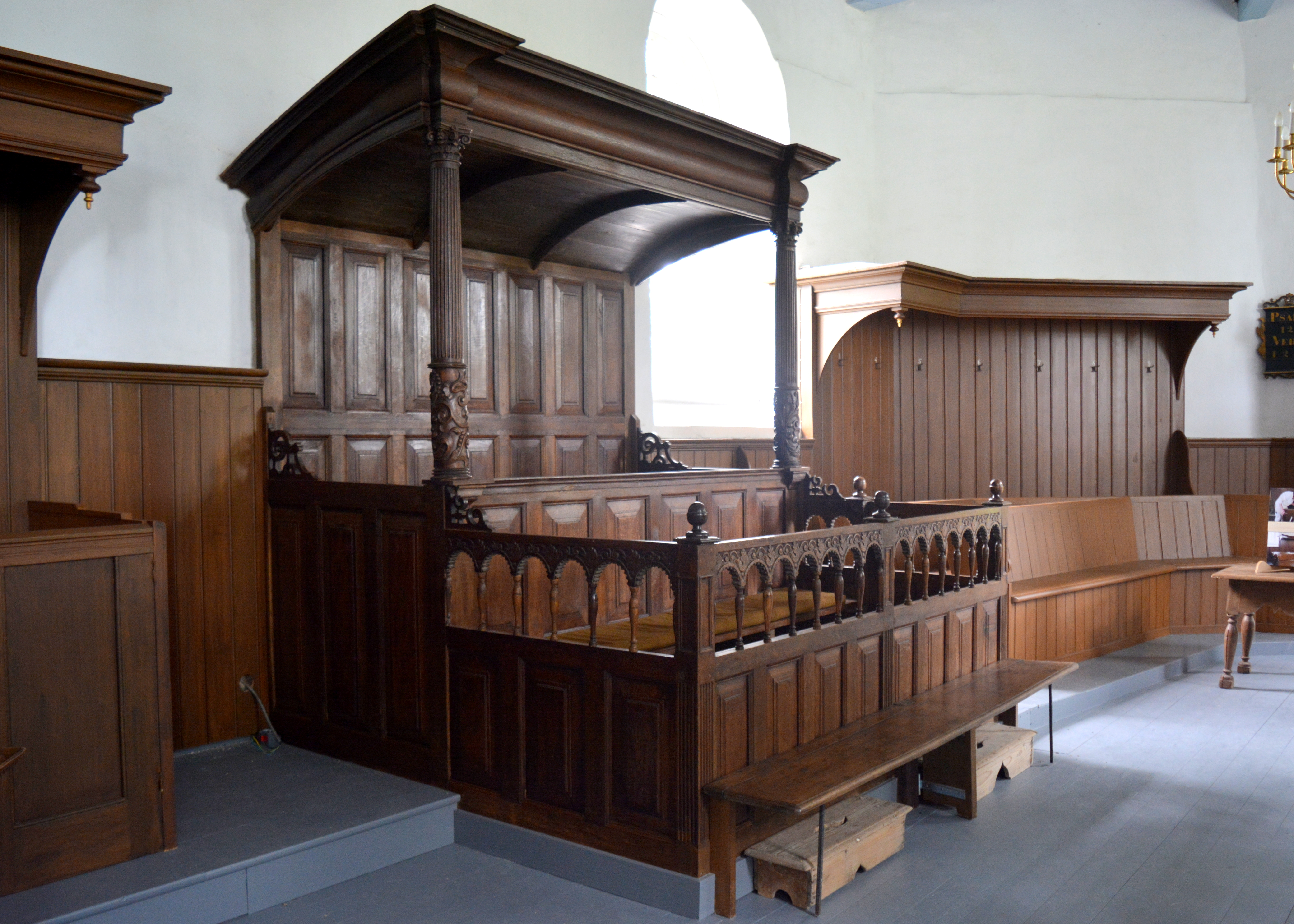
Herenbank (2017)
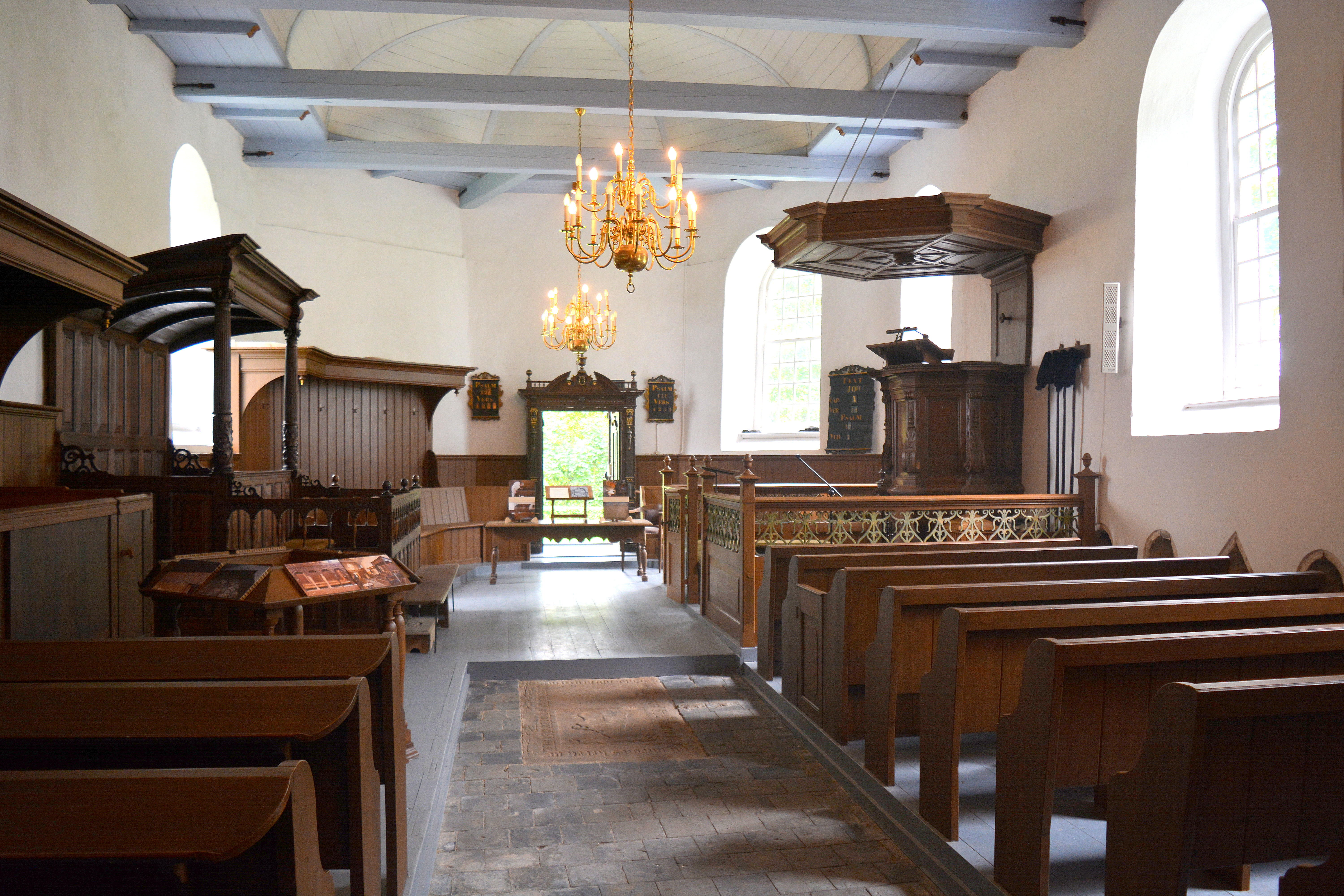
Interieur met preekstoel (2017)